# Statue de la Reine Victoria (Port Elizabeth)
La statue de la Reine Victoria située devant la bibliothèque municipale au centre de la Port Elizabeth,Cap-Oriental en Afrique du Sud, rend hommage depuis 1903 à la Reine Victoria. Elle a été réalisée par le sculpteur britannique Edward Roscoe Mullins (1848-1907).

## Localisation

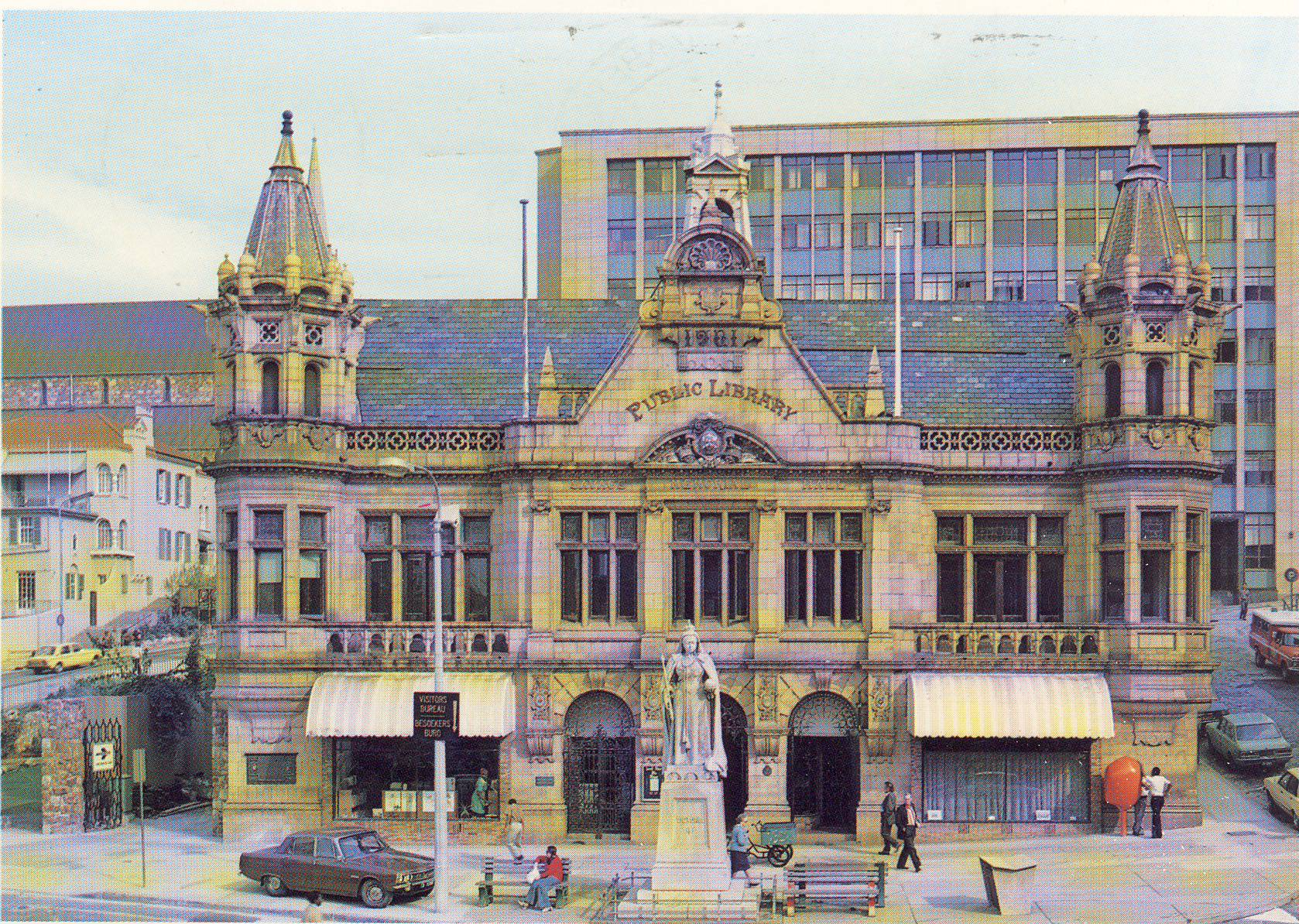
La statue devant la bibliothèque publique au début des années 1960.

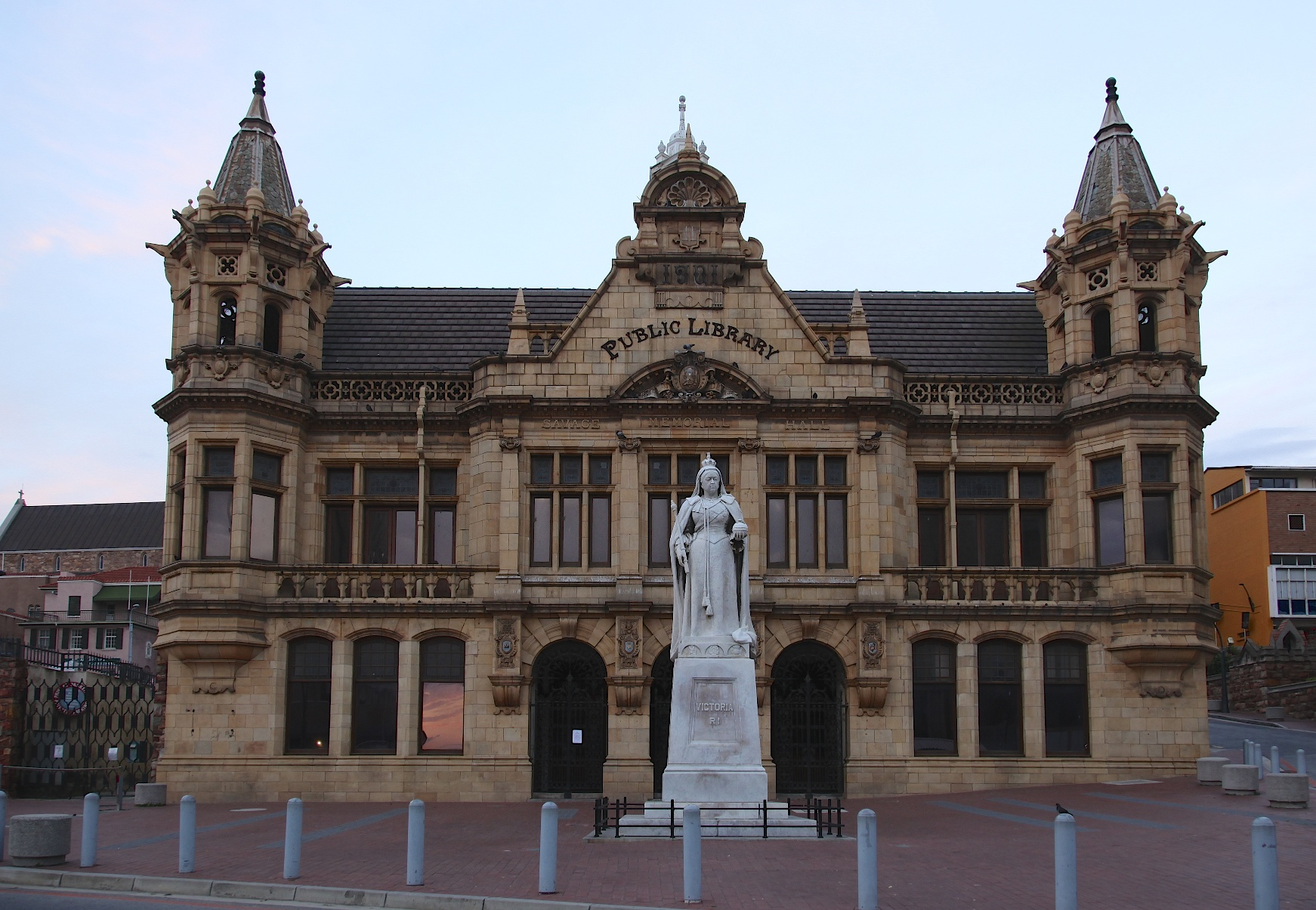
La statue devant la bibliothèque publique en 2012.

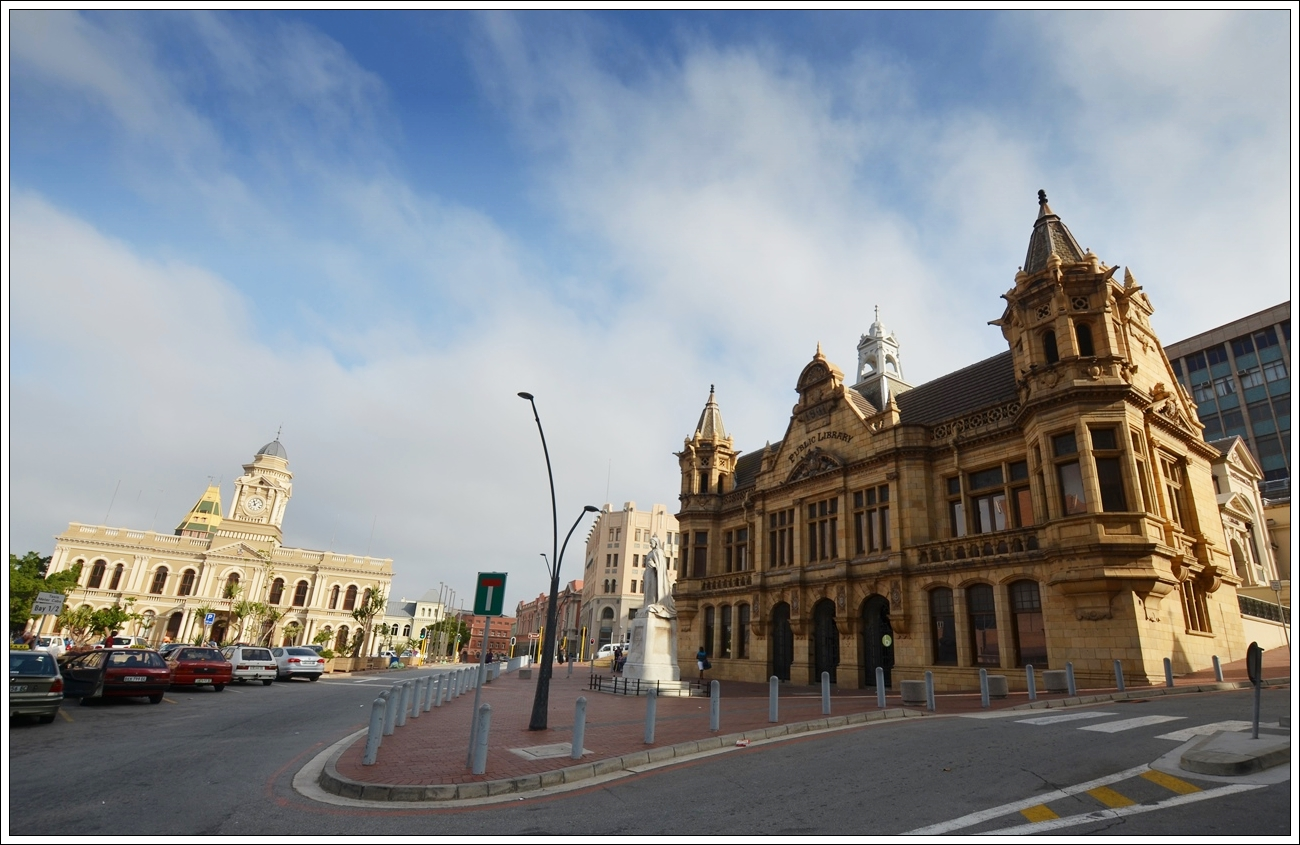
La statue est également située en face de la place de l’hôtel de ville.

La statue de la Reine Victoria est située sur Baakens Street face au square de l’hôtel de ville, entre Whites Road et Ste Mary Terrace.

## Descriptif
Juchée sur un haut piédestal, la statue en marbre de Sicile représente la Reine Victoria en habit de monarque, coiffée de sa petite couronne de diamants.
Sur le piédestal, également en marbre, de la statue est inscrit : Victoria RI .

## Historique
Financée par une souscription lancée en 1897 pour le jubilé d'or de la Reine Victoria, sa statue à Port Elizabeth a été érigée et dévoilée devant la toute nouvelle public library le 30 septembre 1903 par J.C. Kemsley, alors maire de Port Elizabeth. Elle a été restaurée en 1992 par Anton Momberg.

### Époque contemporaine
A l'instar de plusieurs monuments sud-africains représentatifs de l'histoire des Blancs d'Afrique du Sud, la statue de la Reine Victoria a été victime de tags ou de jets de peinture, notamment en 2010, mais également en 2015, en marge de la campagne Rhodes must fall,.

## Autres monuments dédiés à la reine Victoria en Afrique du Sud
- Statue de Reine Victoria à Cape Town
- Statue de la Reine Victoria à Durban
- Statue de la Reine Victoria à Pietermaritzburg
- Statue de la Reine Victoria à Kimberley